# Wapień oolitowy
Wapień oolitowy – odmiana wapienia, zbudowana z tzw. ooidów, tworzących się w strefie przybrzeżnej mórz albo w jeziorach bądź w pobliżu gorących źródeł, wskutek osadzania się węglanu wapnia wokół ziaren piasku lub okruchów muszli.
W Polsce wapienie oolitowe występują w osadach kimerydu mezozoicznego obrzeżenia Gór Świętokrzyskich, a także w osadach górnego permu – cechsztynu.